# Pentapodus komodoensis
Pentapodus komodoensis là một loài cá biển thuộc chi Pentapodus trong họ Cá lượng. Loài cá này được mô tả lần đầu tiên vào năm 2012.

## Từ nguyên
Từ định danh komodoensis được đặt theo tên gọi của đảo Komodo (Indonesia), nơi mà mẫu định danh của loài cá này được thu thập, cũng là nơi duy nhất mà chúng được biết đến (hậu tố –ensis trong tiếng Latinh mang nghĩa là "đến từ").

## Phân bố và môi trường sống
P. komodoensis hiện chỉ được biết đến ở ngoài khơi đảo Komodo nên được xem là đặc hữu của Indonesia. Chúng được tìm thấy trên nền đáy đá vụn to và xung quanh rạn san hô ở độ sâu khoảng 12–25 m.

## Mô tả
Chiều dài cơ thể lớn nhất được ghi nhận ở P. komodoensis là 10,4 cm. Mõm và trán màu vàng nhạt, mắt có dải xanh lam óng bên dưới, mống mắt vàng tươi. Lưng có màu nâu, thân và dưới đầu có màu lam nhạt với một sọc vàng kim viền nâu, dày, hẹp dần về phía sau, dọc hai bên lườn. Có một sọc lam từ trán dọc theo gốc vây lưng, kéo dài đến phần trên của cuống đuôi. Các vây trong mờ. Cá con có màu xanh tím với cặp sọc vàng tươi từ ở mõm, sọc trên dọc sống lưng đến cuối vây lưng và sọc dưới dày hơn ở hai bên thân kéo dài đến gốc vây đuôi.
Số gai vây lưng: 10; Số tia vây lưng: 9; Số gai vây hậu môn: 3; Số tia vây hậu môn: 7; Số gai vây bụng: 1; Số tia vây bụng: 5; Số tia vây ngực: 16.

## Sinh thái
P. komodoensis sống thành đàn khoảng 20–30 cá thể.